# 24794 Kurland
24794 Kurland è un asteroide della fascia principale. Scoperto nel 1993, presenta un'orbita caratterizzata da un semiasse maggiore pari a 3,0835774 UA e da un'eccentricità di 0,0719567, inclinata di 22,60152° rispetto all'eclittica.